# La Terrisse
La Terrisse (en occitano, La Tarriça) era una comuna francesa situada en el departamento de Aveyron, en la región de Occitania, que el 1 de enero de 2016 pasó a ser una comuna delegada de la comuna nueva de Argences-en-Aubrac al fusionarse con las comunas de Alpuech, Graissac, Lacalm, Sainte-Geneviève-sur-Argence y Vitrac-en-Viadène.

## Demografía
| Gráfica de evolución demográfica de La Terrisse entre 1800 y 2013 |
|                                                                   |

Los datos demográficos contemplados en este gráfico de la comuna de La Terrisse se han cogido de 1800 a 1999 de la página francesa EHESS/Casini y los demás datos, de la página del INSEE.